# NGC 180
NGC 180 é uma galáxia espiral barrada (SBbc) localizada na direcção da constelação de Pisces. Possui uma declinação de +08° 38' 05" e uma ascensão recta de 0 horas, 37 minutos e 57,7 segundos.
A galáxia NGC 180 foi descoberta em 29 de Dezembro de 1790 por William Herschel.